# Styvnate
Styvnate (Potamogeton rutilus) är en småvuxen nateart med jämnt avsmalnande spetsiga smala och typiskt styva något utstående blad (1 mm). Färgen är ljusgrön till rödaktig. Färgen har gett upphov till artnamnet rutilus som betyder röd. 
Styvnate är sällsynt i hela sitt utbredningsområde i norra Europa möjligen med undantag av delar av Lettland och Litauen och därför fridlyst. Den förekommer i näringsrikt sötvatten med klart kallt vatten och god vattenkvalitet, till exempel i grunda sjöar på sand, grus eller gyttja ner till cirka en meters djup.